# Acacia lacerans
Acacia lacerans é uma espécie de leguminosa do gênero Acacia, pertencente à família Fabaceae.